# Numero di Friedman
Un numero di Friedman è un intero che, in una data base, è il risultato di un'espressione che utilizza tutte le sue cifre combinate tra di loro utilizzando gli operatori aritmetici (+, −, ×, ÷) e talora l'elevamento a potenza. Il numero 347, per esempio, è un numero di Friedman essendo 347 = 73 + 4. I primi numeri di Friedman, in base 10, sono:
25, 121, 125, 126, 127, 128, 153, 216, 289, 343, 347, 625, 688, 736, 1022, 1024, 1206, 1255, 1260, 1285, 1296, 1395, 1435, 1503, 1530, 1792, 1827, 2048, 2187, 2349, 2500, 2501, 2502, 2503, 2504, 2505, 2506, 2507, 2508, 2509, 2592, 2737, 2916, 3125, 3159 .
È possibile utilizzare delle parentesi nell'espressione, ma solo per alterare la precedenza delle operazioni; ad esempio, in 1024 = (4 − 2)10.
Un numero bello di Friedman è un numero di Friedman dove le cifre si trovano nell'espressione nello stesso ordine del numero stesso. È possibile, per esempio, ottenere 127 = 27 − 1 come 127 = −1 + 27. I primi numeri belli di  Friedman sono:
127, 343, 736, 1285, 2187, 2502, 2592, 2737, 3125, 3685, 3864, 3972, 4096, 6455, 11264, 11664, 12850, 13825, 14641, 15552, 15585, 15612, 15613, 15617, 15618, 15621, 15622, 15623, 15624, 15626, 15632, 15633, 15642, 15645, 15655, 15656, 15662, 15667, 15688, 16377, 16384, 16447, 16875, 17536, 18432, 19453, 19683, 19739.
Un numero del vampiro è un tipo particolare di numero di Friedman laddove la sola operazione usata è la moltiplicazione tra due numeri dello stesso numero di cifre, per esempio 1260 = 21 × 60.

## Numeri di Friedman usando numeri romani
Tutti i numeri romani con almeno due simboli sono numeri di Friedman. L'espressione viene creata inserendo il segno + nel numero e talora il segno − con la modifica dell'ordine dei simboli.
Erich Friedman e Robert Happelberg hanno condotto delle ricerche sui numeri romani di Friedman utilizzando altri operatori. La loro prima scoperta fu il numero di Friedman bello 8, essendo VIII = (V − I) × II.